# Caesetius flavoplagiatus
Caesetius flavoplagiatus là một loài nhện trong họ Zodariidae.
Loài này thuộc chi Caesetius. Caesetius flavoplagiatus được Eugène Simon miêu tả năm 1910.